# Дискографија групе Pavement
Дискографија америчког инди рок бенда Pavement, састоји се из пет студијских албума, два албума уживо, седам компилација, једног видео-албума, девет EP-ова, 14 музичких спотова и једанаест синглова. На овом списку не налази се материјал које су извели чланови или бивши чланови групе, а који су снимљени за групе Stephen Malkmus and the Jicks, Silver Jews, Preston School of Industry, Free Kitten, The Crust Brothers или за било које друге повезане соло и споредне пројекте.
Pavement су 1989. формирали Стивен Малкмус (гитариста, вокал) и Скот Канберг (гитариста), мада је Малкмус изјавио да у овој фази „нису били прави бенд”. Дебитантски EP из 1989. под називом Slay Tracks: 1933—1969 снимљен је у једном дану с бубњаром и продуцентом Гаријем Јангом. EP је издала дискографска кућа Treble Kicker у сопственом власништву Канберга. Састав је потом издао EP-ове Demolition Plot J-7 и Perfect Sound Forever посредством издавачке куће Drag City, а 1992. године издао је свој дебитантски албум Slanted and Enchanted за Matador Records. Бенду се придружио додатни перкусионистаБоб Настанович, који је помагао Јангу да задржи брзину такта, а касније се придружио и басиста Марк Иболд. EP из 1992. Watery, Domestic био је први запис састава с два нова члана, а последњи са Јангом. Гарија, познатог по бизарном понашању на позорници, заменио је Стив Вест 1993. Настанович је затим почео и да свира клавијатуру у оквиру групе.
Прва три EP-а заједно су поново издата зарад компилацијског албума Westing (By Musket and Sextant) 1993. Следећи студијски албум, Crooked Rain из 1994, са сингловима Cut Your Hair и Gold Soundz умало је пробио Pavement у мејнстрим. Наредни албум с 18 песама под називом Wowee Zowee из 1995, био је експерименталнији од претходника и у почетку је критикован као доказ да се „пркосно антикорпоративни” бенд „једноставно бојао успеха”; албум се није продавао као Crooked Rain . Године 1997, издат је албум Brighten the Corners који је „вратио [групу]” према West-у, иако је по објављивању албума Terror Twilight 1999. Малкмус распустио групу. Од тада, некадашњи чланови састава радили су на разним споредним пројектима, а прва четири албума поново су издата и садржала су претходно необјављене песме, Б стране и компилацијске нумере.

## Албуми

### Студијски албуми
| Год.                                                   | Име и појединости | Позиције | Позиције  | Позиције | Позиције | Позиције | Позиције | Позиције | Позиције | Позиције | Позиције | Примерци |
| Год.                                                   | Име и појединости | САД      | САД Indie | КАН      | ФРА      | НЕМ      | ХОЛ      | НОР      | НЗ       | ШВЕ      | УК       | Примерци |
| ------------------------------------------------------ | --- | -------- | --------- | -------- | -------- | -------- | -------- | -------- | -------- | -------- | -------- | -------- |
| 1992.                                                  | Slanted and Enchanted - Датум издавања: 20. април 1992. - Дискографска кућа: Matador; Big Cat; King; Domino; Flying Nun - Формати: 12", CD, касета                        | —        | —         | —        | —        | —        | —        | —        | —        | —        | 72       | 212.000+ |
| 1994.                                                  | Crooked Rain, Crooked Rain - Датум издавања: 14. фебруар 1994. - Дискографска кућа: Matador; Capitol; Big Cat; King; Domino; Flying Nun - Формати: 12", CD, CS            | 121      | —         | —        | —        | 77       | —        | —        | 41       | —        | 15       | 335.000+ |
| 1995.                                                  | Wowee Zowee - Датум издавања: 11. април 1995. - Дискографска кућа: Matador; Matador/Atlantic; Matador/Capital; Big Cat; Pony Canyon; Domino - Формати: 12", CD, CS        | 117      | —         | 65       | 39       | 60       | 75       | —        | 25       | —        | 18       | 180.000+ |
| 1997.                                                  | Brighten the Corners - Датум издавања: 11. фебруар 1997. - Дискографска кућа: Matador; Matador/Capitol; Domino; Pony Canyon; Fellaheen; Flying Nun - Формати: 12", CD, CS | 70       | —         | 64       | —        | —        | —        | 38       | 50       | 56       | 27       | 200.000+ |
| 1999.                                                  | Terror Twilight - Датум издавања: 8. јун 1999. - Дискографска кућа: Matador; Domino; Pony Canyon; Fellaheen; Flying Nun - Формати: 12", CD, CS                            | 95       | —         | —        | —        | 63       | —        | 20       | 24       | —        | 19       | 140.000+ |
| „—” означава да се аудио-запис није пласирао на листу. | |          |           |          |          |          |          |          |          |          |          |          |

### Компилације
| Год.                                                                                                 | Име и појединости | Позиције | Позиције  | Позиције | Позиције | Позиције | Позиције | Позиције | Позиције | Позиције | Позиције | Примерци |
| Год.                                                                                                 | Име и појединости | САД      | САД Indie | КАН      | ФРА      | НЕМ      | ХОЛ      | НОР      | НЗ       | ШВЕ      | УК       | Примерци |
| --- | --- | -------- | --------- | -------- | -------- | -------- | -------- | -------- | -------- | -------- | -------- | -------- |
| 1993.                                                                                                | Westing (By Musket and Sextant) - Датум издавања: 30. март 1992. (UK); 1993. (US) - Дискографска кућа: Big Cat; Drag City; King - Формати: 12", CD, CS        | —        | —         | —        | —        | —        | —        | —        | —        | —        | 30       | 63.000+  |
| 1994.                                                                                                | Stuff up the Cracks - Датум издавања: 1994. (UK) - Дискографска кућа: Pseudo - Формати: CD                                                                    | —        | —         | —        | —        | —        | —        | —        | —        | —        | —        |          |
| 2002.                                                                                                | Slanted and Enchanted: Luxe & Reduxe - Датум издавања: 22. октобар 2002. - Дискографска кућа: Matador - Формати: CD                                           | 152      | 5         | —        | —        | —        | —        | —        | —        | —        | —        |          |
| 2004.                                                                                                | Crooked Rain, Crooked Rain: LA's Desert Origins - Датум издавања: 26. октобар 2004. - Дискографска кућа: Matador - Формати: CD                                | 164      | 14        | —        | —        | —        | —        | —        | —        | —        | —        |          |
| 2006.                                                                                                | Wowee Zowee: Sordid Sentinels Edition - Датум издавања: 16. новембар 2006. - Дискографска кућа: Matador; Domino - Формати: CD                                 | 185      | 13        | —        | —        | —        | —        | —        | —        | —        | —        | 11.595+  |
| 2008.                                                                                                | Brighten the Corners: Nicene Creedence Edition - Датум издавања: 9. децембар 2008. (CD) / 23. јун 2009. (12") - Дискографска кућа: Matador - Формати: CD, 12" | —        | —         | —        | —        | —        | —        | —        | —        | —        | —        |          |
| 2010.                                                                                                | Quarantine the Past: The Best of Pavement - Датум издавања: 8. март 2010. - Дискографска кућа: Matador - Формати: CD                                          | 170      | 23        | —        | —        | —        | —        | —        | —        | —        | —        |          |
| 2015.                                                                                                | The Secret History, Vol. 1 - Датум издавања: 28. август 2015. - Дискографска кућа: Matador - Формати: 12"                                                     | —        | —         | —        | —        | —        | —        | —        | —        | —        | —        |          |
| „—” означава да се аудио-запис није пласирао на листу. Празно поље означава да подаци нису доступни. | |          |           |          |          |          |          |          |          |          |          |          |

### Албуми уживо
| Год.                                                                                                 | Име и појединости | Позиције | Позиције  | Позиције | Позиције | Позиције | Позиције | Позиције | Позиције | Позиције | Позиције | Примерци |
| Год.                                                                                                 | Име и појединости | САД      | САД Indie | КАН      | ФРА      | НЕМ      | ХОЛ      | НОР      | НЗ       | ШВЕ      | УК       | Примерци |
| --- | --- | -------- | --------- | -------- | -------- | -------- | -------- | -------- | -------- | -------- | -------- | -------- |
| 2008.                                                                                                | Live Europaturnén MCMXCVII - Датум издавања: 9. децембар 2008. - Дискографска кућа: Matador (OLE 324) - Формати: 12" | —        | —         | —        | —        | —        | —        | —        | —        | —        | —        |          |
| 2009.                                                                                                | Live Europaturnén MCMXCVII (2) - Датум издавања: 18. април 2009. - Дискографска кућа: Matador (5459) - Формати: 12"  | —        | —         | —        | —        | —        | —        | —        | —        | —        | —        |          |
| „—” означава да се аудио-запис није пласирао на листу. Празно поље означава да подаци нису доступни. | |          |           |          |          |          |          |          |          |          |          |          |

## EP-ови
| Год.                                                                                                 | Име и појединости                                                                                            | Позиције | Позиције | Позиције |
| Год.                                                                                                 | Име и појединости                                                                                            | САД Alt. | ИР       | УК       |
| --- | --- | -------- | -------- | -------- |
| 1989.                                                                                                | Slay Tracks: 1933–1969 - Датум издавања: 1989. - Дискографска кућа: Treble Kicker - Формати: 7"              | —        |          |          |
| 1990.                                                                                                | Demolition Plot J-7 - Датум издавања: 1990. - Дискографска кућа: Drag City - Формати: 7"                     | —        |          |          |
| 1991.                                                                                                | Perfect Sound Forever - Датум издавања: 1991. - Дискографска кућа: Drag City - Формати: 10"                  | —        |          |          |
| 1992.                                                                                                | Watery, Domestic - Датум издавања: November 1992. - Дискографска кућа: Matador; Big Cat - Формати: 12", CD   | —        | 25       | 58       |
| 1995.                                                                                                | Rattled by la Rush - Датум издавања: 1995. - Дискографска кућа: Big Cat; Fellaheen - Формати: 7", 12", CD    | —        |          |          |
| 1996.                                                                                                | Pacific Trim - Датум издавања: 23. јануар 1996. - Дискографска кућа: Matador; Big Cat - Формати: 7", 12", CD | —        | —        | 91       |
| 1997.                                                                                                | Shady Lane - Датум издавања: June 1997. - Дискографска кућа: Matador; Pony Canyon - Формати: CD              | —        |          |          |
| 1999.                                                                                                | Spit on a Stranger - Датум издавања: 22. јун 1999. - Дискографска кућа: Matador - Формати: 7", 12", CD       | —        |          |          |
| 1999.                                                                                                | Major Leagues - Датум издавања: 12. октобар 1999. - Дискографска кућа: Domino - Формати: CD                  |          | —        | —        |
| „—” означава да се аудио-запис није пласирао на листу. Празно поље означава да подаци нису доступни. | |          |          |          |

## Синглови
| Год.                                                                                                 | Title                            | Позиције      | Позиције | Позиције | Албум                            |
| Год.                                                                                                 | Title                            | САД Mod. Rock | ИР       | УК       | Албум                            |
| --- | -------------------------------- | ------------- | -------- | -------- | -------------------------------- |
| 1991.                                                                                                | Summer Babe (EP)                 | —             | —        | —        | Slanted and Enchanted            |
| 1992.                                                                                                | Trigger Cut                      | —             | —        | —        | Slanted and Enchanted            |
| 1994.                                                                                                | Cut Your Hair                    | 10            | —        | 52       | Crooked Rain, Crooked Rain       |
| 1994.                                                                                                | Haunt You Down                   | —             | —        | —        | Crooked Rain, Crooked Rain       |
| 1994.                                                                                                | Gold Soundz                      | —             | —        | 94       | Crooked Rain, Crooked Rain       |
| 1995.                                                                                                | Range Life                       |               | —        | 79       | Crooked Rain, Crooked Rain       |
| 1995.                                                                                                | Dancing with the Elders/Chemical |               | —        | —        | split single with Medusa Cyclone |
| 1995.                                                                                                | Father to a Sister of Thought    |               | —        | 148      | Wowee Zowee                      |
| 1995.                                                                                                | Rattled by the Rush              |               | —        | 91       | Wowee Zowee                      |
| 1997.                                                                                                | Stereo                           | —             | —        | 48       | Brighten the Corners             |
| 1997.                                                                                                | Shady Lane                       | —             | —        | 40       | Brighten the Corners             |
| 1999.                                                                                                | Spit on a Stranger               |               | —        | —        | Terror Twilight                  |
| 1999.                                                                                                | Carrot Rope                      |               | —        | 27       | Terror Twilight                  |
| „—” означава да се аудио-запис није пласирао на листу. Празно поље означава да подаци нису доступни. |                                  |               |          |          |                                  |

## Спотови
| Год.  | Име                             | Режисер                   |
| ----- | ------------------------------- | ------------------------- |
| 1991. | Perfume-V (уживо)               | Ким Гордон                |
| 1992. | Here                            | Терстон Мур               |
| 1994. | Cut Your Hair                   | Ден Корецки и Рајан Марфи |
| 1994. | Gold Soundz                     | С. Д. Блен                |
| 1994. | Range                           | С. Д. Блен                |
| 1995. | Father to a Sister of Thought   | Џон Келси                 |
| 1995. | Rattled by the Rush (верзија 1) | Џон Келси                 |
| 1995. | Rattled by the Rush (version 2) | Том Сургел                |
| 1996. | Painted Soldiers                | Ден Корецки и Рајан Марфи |
| 1997. | Stereo                          | Џон Келси                 |
| 1997. | Shady Lane                      | Спајк Џоунз               |
| 1999. | Carrot Rope                     | Ленс Бенгс                |
| 1999. | Spit on a Stranger              | Ленс Бенгс                |
| 1999. | Major Leagues                   | Ленс Бенгс                |

## Видео-албуми
| Год.  | Име и појединости                                                                                               |
| ----- | --- |
| 2002. | Slow Century - Датум издавања: 31. октобар 2002. - Дискографска кућа: Matador (OLE 388) - Director: Lance Bangs |

## Разно
| Год.  | Песма | Албум                                                             |
| ----- | --- | ----------------------------------------------------------------- |
| 1991. | Debris Slide | Pomo For Po Folk                                                  |
| 1993. | Unseen Power of the Picket Fence | No Alternative                                                    |
| 1993. | Greenlander | Volume 4                                                          |
| 1994. | No Life Singed Her", "Fillmore Jive | Big Cat 5                                                         |
| 1994. | Haunt You Down, Jam Kids | Crooked Rain, Crooked Rain vinyl bonus 7"                         |
| 1994. | Nail Clinic | Hey Drag City!                                                    |
| 1995. | Here | Amateur                                                           |
| 1995. | It's a Hectic World | Homage: Lots of Bands Doing Descendents' Songs                    |
| 1996. | Painted Soldiers | Brain Candy                                                       |
| 1996. | No More Kings | Schoolhouse Rock! Rocks                                           |
| 1996. | Sensitive Euro Man | I Shot Andy Warhol                                                |
| 1997. | Type Slowly" | Tibetan Freedom Concert                                           |
| 1997. | Texas Never Whispers" | What's Up Matador                                                 |
| 1999. | Robyn Turns 26 | At Home With the Groovebox                                        |
| 1999. | Cut Your Hair, Rattled By the Rush | One Man & His Bog                                                 |
| 1999. | Stereo, Grounded (верзија Crooked Rain) | Everything Is Nice: Matador Records 10th Anniversary Anthology    |
| 2000. | Watch Out! | At Home With the Groovebox vinyl-only bonus track                 |
| 2000. | Passat Dream | Coded                                                             |
| 2004. | Cut Your Hair | Autodiscographie: Benjamin vs. Stuckrad-Barre                     |
| 2006. | Black Out (алтернативна верзија), Extradition (алтернативни вокал)                                                                           | Wow Out! bonus 7"                                                 |
| 2009. | ...And Then, Agony Of The Stars, Westie Can Drum (Elastica), Birds In The Majic Industry, Stereo, Painted Soldiers, What Goes On, Kris Kraft | Brighten The Corners: Nicene Creedence Edition vinyl bonus tracks |